# 허위 신고
허위 신고, 거짓 신고 또는 스와팅(swatting)은 응급 서비스 직원을 속여(응급 서비스 파견자를 속이는 등의 수단을 통해) 경찰이나 응급 서비스 대응 팀을 다른 사람의 주소로 보내는 범죄적 괴롭힘 행위이다. 이는 폭탄 위협, 살인, 인질 상황과 같은 심각한 법집행 긴급 상황에 대한 허위 보고, 또는 특정 사람이 자살 또는 살인 혐의를 받고 있으며 무장했을 수 있다는 보고와 같은 정신 건강 긴급 상황에 대한 허위 보고로 인해 발생한다.
'스와팅'이라는 용어는 미국의 경찰 특수부대인 법집행부대 SWAT(special weapons and tactics)에서 유래되었다. "swat"라는 동사와 관련이 없다. SWAT 팀은 순찰대와는 다른 전술 장비와 무기를 갖추고 있으며 위험도가 높다고 판단되는 상황에 투입된다. 위협으로 인해 학교와 기업이 대피할 수 있다. 옹호자들은 스와팅을 위협하고 부상이나 사망의 위험을 초래하기 때문에 테러리즘으로 간주해야 한다고 촉구했다.
응급 서비스에 허위 보고를 하는 것은 많은 관할권에서 범죄 행위로 간주되며 벌금이나 징역형을 받는 경우가 많다. 2019년 3월, 캘리포니아주의 한 남성은 2017년 치명적인 스와팅을 저지른 혐의로 20년 징역형을 선고 받았다. 스와팅은 폭력의 위험이 높으며, 심각한 법 집행 긴급 상황에 대한 허위 보고에 대응하는 시나 카운티에서 사건당 약 $10,000의 자원을 낭비하게 할 뿐 아니라 문제가 발생할 경우 책임을 지게 된다.

## 허위신고죄
- 수표의 발행인이 아닌 자는 부정수표 단속법 제4조가 정한 허위신고죄의 주체가 될 수 없고, 허위신고의 고의 없는 발행인을 이용하여 간접정범의 형태로 허위신고죄를 범할 수 없다.[1]

## 같이 보기
- 컴퓨터 보안

1. ↑  대판 1992.11.10, 92도1342